# Corpus delicti : Un procès
Corpus delicti : Un procès (titre original : Corpus Delicti. Ein Prozess) est un roman de Juli Zeh, publié en allemand en 2009, puis traduit en français en 2010 par Jean-Claude Colbus et Brigitte Hébert.

## Thématiques
Dans une société du futur, la « Méthode » de l'asepsie permet de tendre vers la santé maximale de tous les individus, à partir de contrôles biométriques systématiques de tous les flux. Ce totalitarisme hygiéniste peut tourner au cauchemar. Contre cette normalisation étatique, une minorité invoque le « droit à la maladie » (DAM).

## Personnages
Mia Holl, jeune biologiste, pour son manque d'entrain pour la gymnastique et l'exigence d'« être en pleine forme », est vite suspectée d'assistance aux terroristes du DAM.
Son frère Moritz, individualiste, anarchiste, libertaire, activiste du DAM, arrêté, incarcéré, jugé, condamné, et finalement suicidé, lui a légué sa « fiancée idéale », créature fantomatique, qui s'impose dans la vie mentale de Mia, comme un ange gardien cherchant à transmettre les valeurs de liberté de Moritz.
Les défenseurs de la dictature sanitaire, ou « Protection de la Méthode », sont, à part la police des comportements, le système judiciaire qui ne sauraient douter de l'infaillibilité de l'idéologie officielle, et le système médiatique.